# Израиль на летних Олимпийских играх 2000
Израиль принимал участие в Летних Олимпийских играх 2000 года в Сиднее (Австралия) в двенадцатый раз за свою историю, и завоевал одну бронзовую медаль. Сборная страны состояла из 39 спортсменов (29 мужчин, 10 женщин), которые приняли участие в соревнованиях по лёгкой атлетике, гребле на байдарках и каноэ, фехтованию, дзюдо, художественной гимнастике, парусному спорту, стрельбе, плаванию и борьбе.

## Медалисты
| Медаль | Имя             | Вид спорта                  | Дисциплина                        |
| ------ | --------------- | --------------------------- | --------------------------------- |
| Бронза | Михаил Калганов | Гребля на байдарках и каноэ | Мужчины, байдарка-одиночка, 500 м |

## Состав Олимпийской сборной Израиля

### Дзюдо
Спортсменов — 2
Соревнования по дзюдо проводились по системе на выбывание. В утешительные раунды попадали спортсмены, проигравшие полуфиналистам турнира. Два спортсмена, одержавших победу в утешительном раунде, в поединке за бронзу сражались с проигравшими в полуфинале.
Мужчины
| Соревнование | Спортсмены | Первый раунд       | Второй раунд                  | 1/8 финала                   | Четвертьфинал        | Полуфинал            | Финал                | Место |
| Соревнование | Спортсмены | Соперник Результат | Соперник Результат            | Соперник Результат           | Соперник Результат   | Соперник Результат   | Соперник Результат   | Место |
| ------------ | ---------- | ------------------ | ----------------------------- | ---------------------------- | -------------------- | -------------------- | -------------------- | ----- |
| до 73 кг     | Жиль Оффер | Не участвовал      | Т. Камилу (BRA) П 0100 — 1010 | Утешительный турнир          | Завершил выступление | Завершил выступление | Завершил выступление | 13    |
| до 73 кг     | Жиль Оффер | Не участвовал      | Т. Камилу (BRA) П 0100 — 1010 | Н. Ягуби (ALG) П 0010 — 0110 | Завершил выступление | Завершил выступление | Завершил выступление | 13    |

Женщины
| Соревнование | Спортсмены  | Первый раунд       | 1/8 финала                   | Четвертьфинал         | Полуфинал             | Финал                 | Место |
| Соревнование | Спортсмены  | Соперник Результат | Соперник Результат           | Соперник Результат    | Соперник Результат    | Соперник Результат    | Место |
| ------------ | ----------- | ------------------ | ---------------------------- | --------------------- | --------------------- | --------------------- | ----- |
| до 57 кг     | Орит Бар Он | Не участвовала     | М. Ломба (BEL) П 0001 — 0011 | Завершила выступление | Завершила выступление | Завершила выступление | —     |

### Плавание
Спортсменов — 8
В следующий раунд на каждой дистанции проходили лучшие спортсмены по времени, независимо от места занятого в своём заплыве.
Мужчины
| Спортсмен                                         | Соревнование          | Предварительные заплывы | Предварительные заплывы | Полуфиналы | Полуфиналы | Финал     | Финал     |
| Спортсмен                                         | Соревнование          | Результат               | Место                   | Результат  | Место      | Результат | Место     |
| ------------------------------------------------- | --------------------- | ----------------------- | ----------------------- | ---------- | ---------- | --------- | --------- |
| Эйтхан Урбах                                      | 100 м на спине        | 55,44                   | 9                       | 55,31      | 6          | 55,74     | 8         |
| Таль Стрикер                                      | 100 м брасс           | 1:03,99                 | 32                      | Не прошёл  | Не прошёл  | Не прошёл | Не прошёл |
| Мики Халика                                       | 400 м комплекс        | 4:19,97                 | 11                      |            |            | Не прошёл | Не прошёл |
| Алексей Манзула Эйтхан Урбах Орен Азрад Йеав Брак | 4х100 м вольный стиль | 3:22,06                 | 14                      |            |            | Не прошли | Не прошли |

Женщины
| Спортсменка      | Соревнование         | Предварительные заплывы | Предварительные заплывы | Полуфиналы | Полуфиналы | Финал     | Финал     |
| Спортсменка      | Соревнование         | Результат               | Место                   | Результат  | Место      | Результат | Место     |
| ---------------- | -------------------- | ----------------------- | ----------------------- | ---------- | ---------- | --------- | --------- |
| Ади Бихман       | 400 м вольным стилем | 4:27,33                 | 38                      |            |            | Не прошла | Не прошла |
| Веред Борочовски | 100 м баттерфляем    | 1:00,34                 | 19                      | Не прошла  | Не прошла  | Не прошла | Не прошла |
| Ади Бихман       | 400 м комплекс       | 5:06,72                 | 26                      |            |            | Не прошла | Не прошла |